# REVOLUTION (不動産業)
株式会社 REVOLUTION（レボリューション）は、東京都千代田区紀尾井町に本社を置く日本の不動産テック企業である。2019年（令和元年）11月11日に株式会社原弘産（はらこうさん）から商号を変更した。
B to B向けに提供されるサービスとして、都心の優良物件に特化した不動産の再販事業を展開。
2023年3月からは、不動産金融子会社を新たに設立し、ファイナンス事業を開始。
2023年にTOBを実施し大株主が変更。同年12月には経営陣を刷新し、山口県下関市から東京に本社を移転。新藤弘章が社長に就任すると、不採算部門整理や新規事業立ち上げなど数々の改革と株価対策に着手。2024年3月15日には、3期ぶりに営業黒字化。WeCapital株式会社を連結子会社化した。

## 概要
1986年3月、有限会社原弘産として設立。1991年7月、自社分譲マンション(アドバンスシリーズ)の販売を開始。1993年7月 、株式会社原弘産に組織変更。その後、高齢者向け住宅の研究開発やプリケア住宅の販売を開始。1998年11月には下関市生野町に原弘産不動産情報センターを開設し、不動産情報のシステム化を図る。1999年9月、山口市黄金町で太陽光発電システム付マンションの販売を開始し完売。エコネット事業として太陽光発電システムの販売を開始。2000年4月には、「指定居宅サービス事業者」の指定を受け、訪問介護事業を開始。2003年7月、第三セクター方式による油谷風力発電株式会社において、風力発電を稼動。
2008年12月、高齢者介護向け賃貸マンション(シニアウエルス下関壱番館、弐番館)を譲渡。2009年8月、風力発電事業より撤退。2019年5月13日、ケイマン諸島の投資ファンドであるEVO FUNDが株式の61.5%を取得し、親会社となる。同年11月、商号を株式会社REVOLUTIONに変更。国内外企業や有価証券等の金融商品への投資による投資リターン獲得を目的として投資事業を開始。
2022年4月、東京証券取引所の市場第二部からスタンダード市場に移行。2023年3月、不動産金融子会社を新たに設立し、ファイナンス事業を開始。2023年8月、賃貸事業を、会社分割（簡易吸収分割）により緑都開発株式会社に承継。2023年12月、本店所在地を東京都千代田区紀尾井町4番1号に変更。2024年10月11日、会員2万人超えの投資型クラファン運営ベンチャーである「ヤマワケ」を運営する WeCapital株式会社を連結子会社化する。

## 沿革
- 1986年（昭和61年）3月 - 有限会社原弘産を設立。
- 1991年（平成3年）7月 - 自社ブランドマンション「アドバンスシリーズ」を販売開始。
- 1993年（平成5年）7月 - 株式会社に移行。
- 1995年（平成7年）
  - 3月、高齢者向け住宅の研究開発に着手。
  - 4月、プリケア住宅(介護補助設備付)の販売を開始。
- 1996年（平成8年）3月 - 山口営業所を開設。
- 1998年（平成10年）3月 - 民間初のシニア住宅の認可を受ける。
- 1998年（平成10年）11月 - 原弘産不動産情報センターを開設。
- 1999年（平成11年）5月 - 新下関店開設。
- 1999年（平成11年）
  - 9月 - 太陽光発電システム付マンション販売開始。
  - 12月、アパマンショップネットワークとアパマンショップネットワーク加盟契約を締結。
- 2000年（平成12年）
  - 3月、太陽光発電システム販売開始。
  - 4月、「指定居宅サービス事業者」の指定を受け、訪問介護事業を開始。
- 2000年（平成12年）10月 - 高齢者介護介護向け賃貸マンション竣工。シニア事業へ参入。
- 2001年（平成13年）9月6日 - 大阪証券取引所2部上場。
- 2002年（平成14年）2月 - 自社ビルを不動産証券化。
- 2005年（平成17年）
  - 1月 - 風力発電事業参入。
  - 9月 - マンション賃貸ウィークリー、マンスリーステイ事業参入。
- 2006年（平成18年）9月1日 - 東京の介護付き有料老人ホーム運営会社「レーベック」を子会社化。芦花公園と西尾久に施設運営開始[11]
- 2008年（平成20年）12月 - シニア事業から撤退。
- 2008年（平成20年）-  原弘産PFIインヴェストメント解散。
- 2009年（平成21年）8月 - 風力発電事業から撤退。
- 2011年（平成23年）3月10日 - 創業者急逝により、園田匡克が代表取締役に就任
- 2013年（平成25年）
  - 7月 - 大阪証券取引所と東京証券取引所の現物株市場統合に伴い、東京証券取引所2部に上場。
  - 12月 - 中国の現地法人を売却。中国から撤退。
- 2016年（平成27年）
  - ?月 - マンション開発事業休止。
  - 3月 - 取得した老人ホーム売却、レーベックを解散 、東京支店(東京都中央区)閉鎖。
- 2016年（平成28年）7月22日 - 園田匡克死去。岡本貴文が代表取締役就任
- 2017年（平成29年）2月 - 本社事務所を原弘産細江ビル（下関市細江町二丁目2番1号）に移転。
- 2019年（平成31年）
  - 2月18日 - 東京証券取引所に有価証券上場規程に定められた上場廃止にかかる書面を提出した。同法で定められた株券等の時価総額が10億以上とする上場場廃止基準（上場時価総額）にかかる猶予期間は、2019年8月31日までとされた[12]。その後2019年5月の時価総額が10億円を上回ったことにより、猶予期間が解除された[13]。
- 2019年（令和元年）
  - 5月13日、ケイマン諸島の投資ファンドであるEVO FUNDが株式の61.5%を取得し、親会社となった[14]。
  - 9月5日、元千葉ロッテマリーンズ監督のボビー・バレンタインを社外取締役に招聘し、内諾を得たことが発表された[15]。後述の商号変更が行われる2019年11月11日付で就任予定[16]。
  - 11月11日、株式会社 REVOLUTIONに商号変更[17]。
- 2022年（令和4年）4月 - 東京証券取引所の市場区分の見直しにより、東京証券取引所の市場第二部からスタンダード市場に移行。
- 2023年（令和5年）
  - 3月、不動産金融子会社を新たに設立し、ファイナンス事業を開始。
  - 8月、賃貸事業を会社分割（簡易吸収分割）により緑都開発株式会社に承継[18]。
  - 10月2日、代表取締役のジョン・フーらによる合同会社FO1が、株式公開買付けにより議決権所有割合ベースで65.0%の株式を取得し、親会社となる[19]。
  - 12月、本店所在地を東京都千代田区紀尾井町4番1号に変更。新藤弘章が代表取締役社長に就任[20]。
- 2024年（令和6年）
  - 2月26日、2024年10月期第2四半期累計期間及び通期の業績予想の修正が発表されると低迷していた株価が急騰[7]。
  - 10月11日、「ヤマワケ」を運営する WeCapital株式会社を連結子会社化[9]。
- 2025年（令和7年）
  - 3月11日、社長の新藤弘章が退任。砂川優太郎が社長に就任[2]。

その他の出典

## WeCapital子会社化
2024年10月11日の不動産クラウドファウンディング、レンディング事業を手がけるWeCapitalの子会社化で、両社が互いの補完し合い、強力なシナジー効果を発揮するとの見方が市場で広がった。REVOLUTIONの案件における意思決定の速度と担保の審査力と、資金調達力で強みを持つWeCapitalとの連携は、WeCapitalが上場企業の傘下に入ることで信用力を一層高め、銀行融資とクラウドファウンディングのハイブリッド型が実現できる点が大きな利点と評価された。金融系クラウドファウンディング領域で平均が10-30%のアクティブ率が、WeCapitalでは75％に達しており、短期間で資金と利益が戻るため次の投資へ向かうサイクルが形成できるという。同社では子会社化が金融業界への事業拡大を見据えた重要なステップだと考えている。
2023年9月にサービスを開始。1年で会員数22,000人超えを達成。2024年8月末までの11か月間で案件数は108件。召喚数は14件。調達金額総額は230億円。2025年1月には応募総額1091億円、登録会員数は約3万人に達した。また、毎月平均10件以上のファンドを募集し、日本マーケティングリサーチ機構 不動産投資クラウドファンディングサービスにおける市場調査で「募集ファンド数No.1」との評価を受けるなど、高い支持を得ている。
2025年2月4日には、不動産の投資型クラウドファンディングサービス「ヤマワケエステート」の公式アプリを開設し、スマートフォンからの投資を可能とした。

## エピソード

### 同業への敵対的買収計画
2008年、独立系のマンション管理会社日本ハウズイングに対し、提携および株式公開買付けする方針を発表したが、日本ハウズイング経営陣が提携提案を拒否し、同社の株主総会で原弘産提案の取締役選任議決が否決されたため、株式公開買い付けを見送る方針を発表した。

### 株主優待制度導入・廃止
2024年（令和6年）10月23日、株主優待制度の導入を決定。毎年4月30日時点、10月31日時点の株主名簿に記載または記録された株主2,000以上所有する株主に対し、QUOカードPay120,000円を進呈すると発表。新藤弘章代表取締役社長はあらゆるシミュレーションを行った結果、財源的に全く問題なく進呈が可能である事を公表した。株主優待利回りは14％超と異例な高水準で、一時株価が急騰した。
同年11月20日、初回（2025年4月30日基準）の優待配布対象株主数の最大人数が2,965名と確定し改めて財源を確保できることを発表。
同年12月24日、株主優待の条件に特例措置を導入することを発表。本来は6ヶ月以上の継続保有が条件であるところ、初回となる2025年4月末の株主優待では3ヶ月以上（2025年1月末時点、2025年4月末時点の株主名簿記載）とすることにした。
2025年3月11日、株主優待を一度も実施せずに廃止することを発表した。
株主優待発表後、株価は優待公表前の400円前後から急騰し、一時690円台をつけた。だが、業績悪化の見通しや監査法人の交代などを受けて株価が急落。12月下旬に優待の対象者を拡大して株購入を促したが、今年3月11日に優待制度の廃止と新藤弘章社長の退任を公表した。株価はその後、60円前後で低迷した。
なお、株主優待の廃止を巡っては、新藤が社長を退任した後の14日、REVOLUTIONは、株主優待の導入プロセスの適法性などを検証する第三者委員会を設けると発表した。
高利回りの株主優待を発表しながら一度も実施しなかったことについて、株式会社REVOLUTIONは、第三者調査報告書に基づき、「新藤氏が数多くの「拙速な経営判断」を行った結果もたらされた株価の著しい下落や当社の風評被害等の影響は非常に大きいものであると認識」している旨を指摘し、「調査報告書のなかで、例を挙げると、新藤氏は2024年10月23日付適時開示の株主優待制度の創設について、同日の取締役会決議前に当社の顧問弁護士から会社法違反の懸念を指摘されていたにもかかわらず、当該指摘を他の取締役へ共有することなく、取締役会決議を代表取締役として主導しておりました」と述べた。そして、2025年７月31日開催の取締役会にて、新藤氏に対して取締役（当時）としての民事上の責任を追及するための法的手続を進める方針を決議を行った。また、同発表では、新藤氏の代表取締役在任時における多くの意思決定は、短期的な株価上昇を過度に意識し、偏重したことによる拙速な経営判断でなされたものであり、結果として多くの混乱を招いたことが調査報告書にて指摘されている旨が指摘された。

## 事業所
- 東京本社 - 東京都千代田区紀尾井町（ニューオータニ ガーデンコート）

## 業績
(3月1日～翌年2月末日)　▲は赤字を示す。業績情報は会社四季報より抜粋。2018年度は原弘産ホームページ内IR情報より抜粋。
- 2017年度から決算を2月末から10月末(11月1日～翌年10月31日)に変更

| 年度       | 売上高       | 営業利益     | 純利益        | 備考   |  |
| ---------- | ------------ | ------------ | ------------- | ------ |  |
| 2014       | 13億7200万円 | ▲4億4900万円 | ▲2億9300万円  |        |  |
| 2015       | 45億3000万円 | ▲3億9700万円 | ▲5億5700万円  |        |  |
| 2016       | 24億9500万円 | ▲2億7600万円 | ▲3億9900万円  |        |  |
| 2017(予定) | 8億8000万円  | ▲ 3000万円   | ▲ 6000万円    |        |  |
| 2018       | 8億6300万円  | 2600万円     | 400万円       | [ 38 ] |  |
| 2019       | 8億2700万円  | 1800万円     | ▲5500万円     | [ 39 ] |  |
| 2020       | 7億6300万円  | ▲ 3200万円   | ▲ 1億8700万円 |        |  |
| 2021       | 10億9000万円 | 2億600万円   | 2億5400万円   |        |  |
| 2022       | 20億2600万円 | ▲ 6900万円   | ▲ 300万円     |        |  |
| 2023       | 24億300万円  | ▲4億1500万円 | ▲3億7200万円  |        |  |